# Тутончаны
Тутонча́ны — посёлок в Эвенкийском районе Красноярского края. Образует сельское поселение посёлок Тутончаны как единственный населённый пункт в его составе.
До 2002 года согласно Закону об административно-территориальном устройстве Эвенкийского автономного округа — село.

## История
Поселок Тутончаны образован в 1939 г. Он расположен в нижнем течении Нижней Тунгуски в устье р. Тутончаны. После закрытия в 1960-х гг. факторий Агата и Виви на севере Эвенкии и Большой Порог в устье Нижней Тунгуски в Тутончаны переехала часть жителей этих факторий. Несколько семей еще держали оленей, однако основным занятием жителей была охота, в том числе на пушного зверя, и рыбалка.

## Население
| 2010 | 2012 | 2013 | 2014 | 2015 | 2016 | 2017 |
| ---- | ---- | ---- | ---- | ---- | ---- | ---- |
| 263  | ↘245 | ↘241 | ↘223 | →223 | ↘216 | →216 |
| 2018 | 2019 | 2020 | 2021 |      |      |      |
| ↘215 | ↗216 | ↘209 | ↘202 |      |      |      |

В поселке работают средняя школа-детский сад, ФАП, почта, производственный участок МП ЭМР «Эвенкиянефтепродукт».

## Местное самоуправление
Тутончанский поселковый Совет депутатов
Дата избрания: 13.09.2020. Срок полномочий: 5 лет. Председатель Совета — Панова Наталья Илларионовна
| Фракция             | Кол-во депутатов |
| ------------------- | ---------------- |
| Единая Россия       | 6                |
| Справедливая Россия | 1                |

Глава поселка
- Панова Наталья Илларионовна. Дата избрания: 04.12.2007. Дата переизбрания: 13.09.2020. Срок полномочий: 5 лет

Руководители поселка
- Хейкури Вячеслав Суллович — глава в 2001—2007 гг.

## Культура
В 2006 году на основе быта и жизни жителей поселка Тутончаны снят документальный польский фильм «Гугара».